# Геловани, Мирза Гедеонович
Мирза Гедеонович Геловани (груз. მირზა გელოვანი, 2 марта 1917 года, село Тианети, Тифлисская губерния — 26 июня 1944 года при форсировании Западной Двины) — грузинский советский поэт. Участник Великой Отечественной войны.

## Биография
Печатался с 18 лет, стихи были замечены Галактионом Табидзе.
Окончив Тианетский педагогический техникум, работал в школе, позже — корректором в издательстве «Сабчота Мцерали» (Тбилиси).
Призван в армию в октябре 1939 года. Окончил танковое училище. Во время Великой Отечественной войны — старший лейтенант, командир взвода. Участвовал в освобождении Белоруссии. Погиб на территории Бешенковичского района Витебской области
Похоронен у деревни Санники.

## Память
- В честь Мирзы Геловани названа улица в Сабуртало — районе Тбилиси
- В июле 2022 года состоялось торжественное присвоение ГУО "Ржавская детский сад-базовая школа" в аг. Ржавка Верхнекривинского сельсовета Бешенковичского района Витебской области Белоруссии имени Мирзы Гедеоновича Геловани[8]